# Perlă

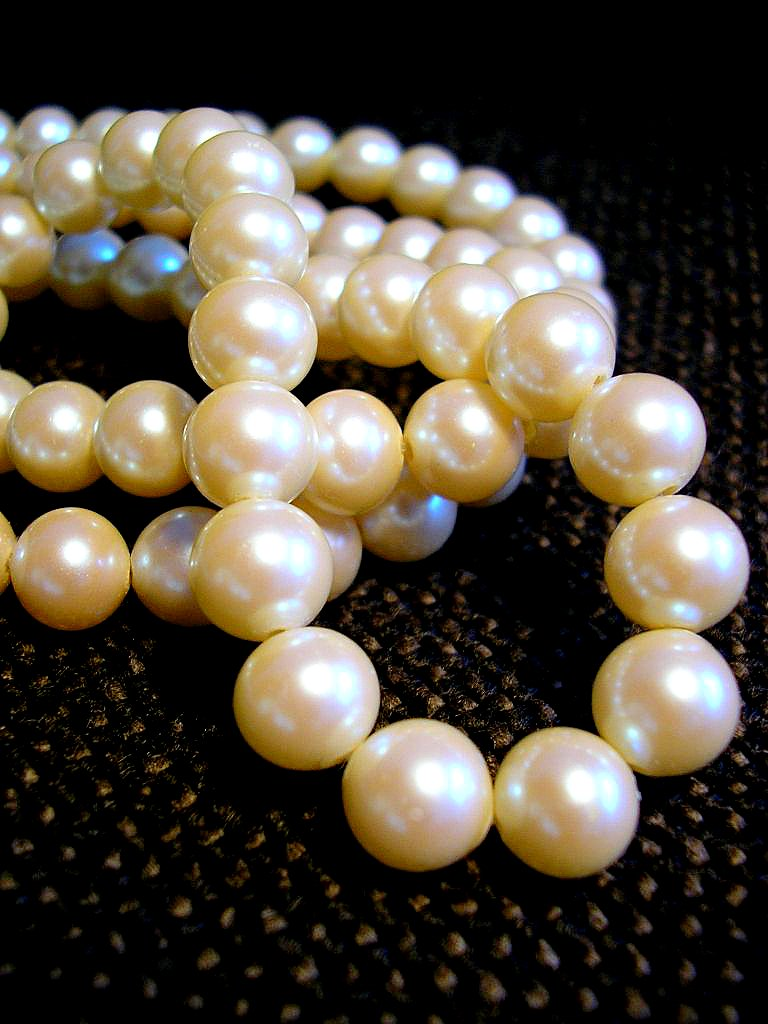
Colier din perle

Perla (în română și mărgăritar) este un obiect rotund din sidef, produs în interiorul unor moluște bivalve, de obicei stridii. Perla este o combinație de carbonați de calciu (aragonit, calcit) – cristale care determină prin fenomenul interferență luciul perlei – și o substanță organică proteică complexă numită „conchin“ sau „conchiolină”. Cuvântul „perlă” a devenit metaforă pentru ceva extrem de rar, foarte fin, demn de admirat și foarte valoros.

## Etimologie
Etimologia cuvântului „perlă” are diferite origini. Derivațiile teutonice provin de la cuvântul beere, care înseamnă boabă sau grăunte. Derivațiile latine sunt pirium, sfera și pirula, (pară). Romanii utilizau denumirea grecească „margarita”, care descria un obiect de o valoare unică, specială, simbolizând persoana iubită sau copilul preferat.

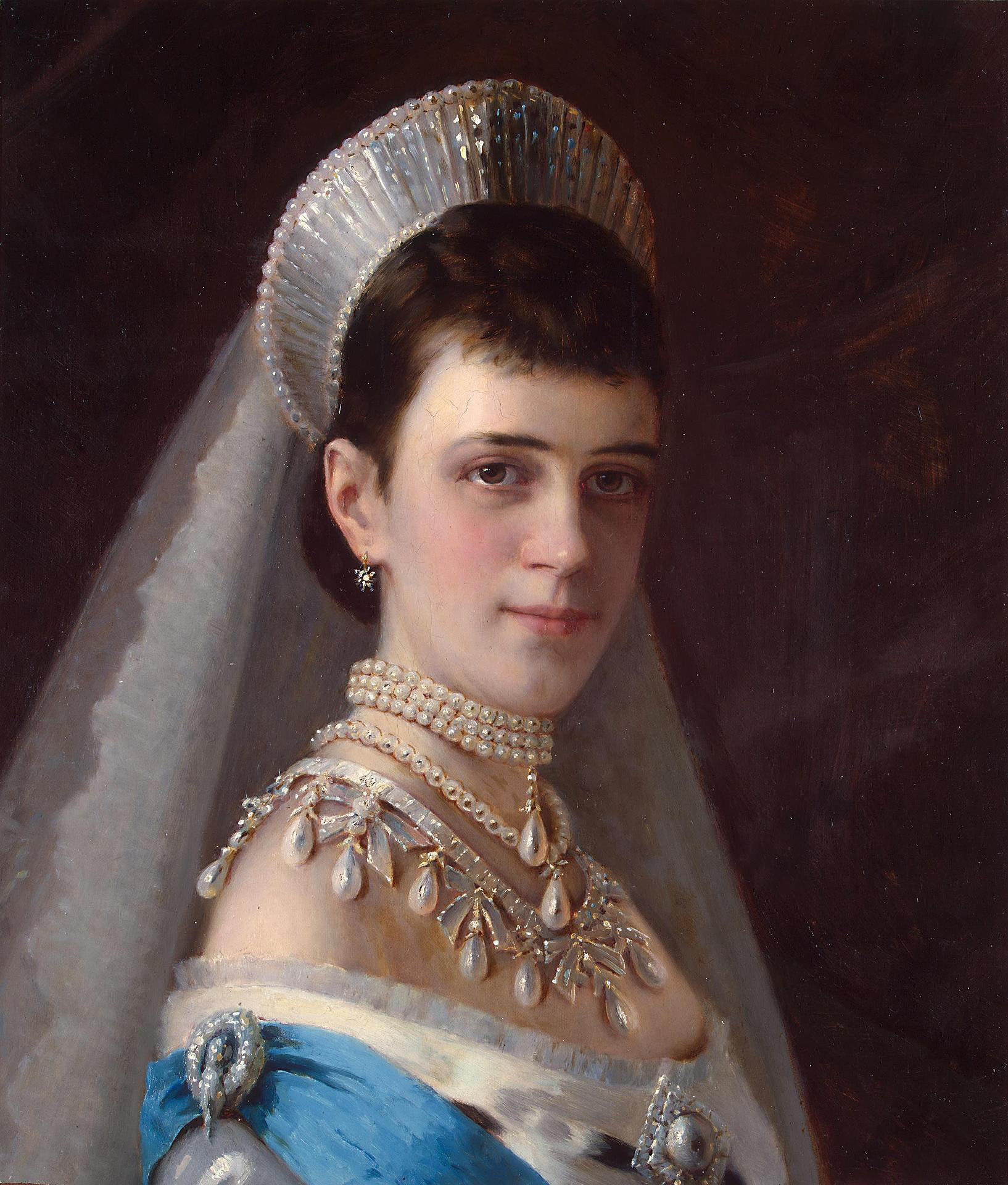
Împărăteasa Rusiei, Maria Feodorovna, purtând un colier de perle

## Istoric
Perlele sunt considerate în majoritatea culturilor ca fiind aducătoare de noroc și de fericire, încă din cele mai vechi timpuri. 
Sunt menționate în China în anul 2206 î.Hr. ca făcând parte din tributul plătit regelui Yu. În perioada antică cele mai prețuite perle proveneau din Persia și India. În lumea musulmană perla era corelată cu simbolul femeii virgine, la kurzi era considerat embrionul care se dezvoltă în uter. În Roma antică, perlele erau deosebit de prețuite de către aristocrați, fiind singurii care aveau dreptul să le poarte. Găsirea perlelor era o îndeletnicire grea și se realiza prin scufundare la adâncime și pescuirea scoicilor. În China, perlele simbolizau bogăția, înțelepciunea, demnitatea și puterea, iar în India, prolificitatea. Cleopatra a scufundat o perlă într-un pahar cu vin și apoi l-a băut, pentru a câștiga un rămășag cu Marc Antoniu. Maharajahul Rana din Dolfur (1863-1901), numit și Prințul Perlelor, care ulterior i-a devenit renume, își împodobea hainele cu perle, iar baldachinul patului și acoperișurile palatului erau de asemenea acoperite cu perle.
Perlele erau considerate un simbol al lacrimilor, iar în Japonia ele însemnau noroc. În Evul Mediu li se va atribui un simbol sacral, ca semn al dragostei față de Dumnezeu, ele fiind menționate în Noul Testament.
Au fost descoperite perle bine conservate în Mexic, cu o vechime de  aproximativ 2500 î.Hr., și în ruinele Pompeiului (79 î. Hr).

## Perle naturale
Perlele naturale sau „sălbatice”, sunt  accidentale și foarte rare (rata fiind de 1 la 1 000). Perlele sălbatice au în general dimensiuni mici și neregulate, cele mari și sferice sunt extrem de rare.  
Scoicile producătoare de perle sunt stridiile. Acestea pot fi întâlnite în Marea Roșie, Oceanul Indian, Pacific, dar și în apele Oceanului Atlantic (mai ales în Pearl Islands, lângă Nicaragua). Cele mai valoroase perle naturale provin din zona Bahrain și Golful Persic.

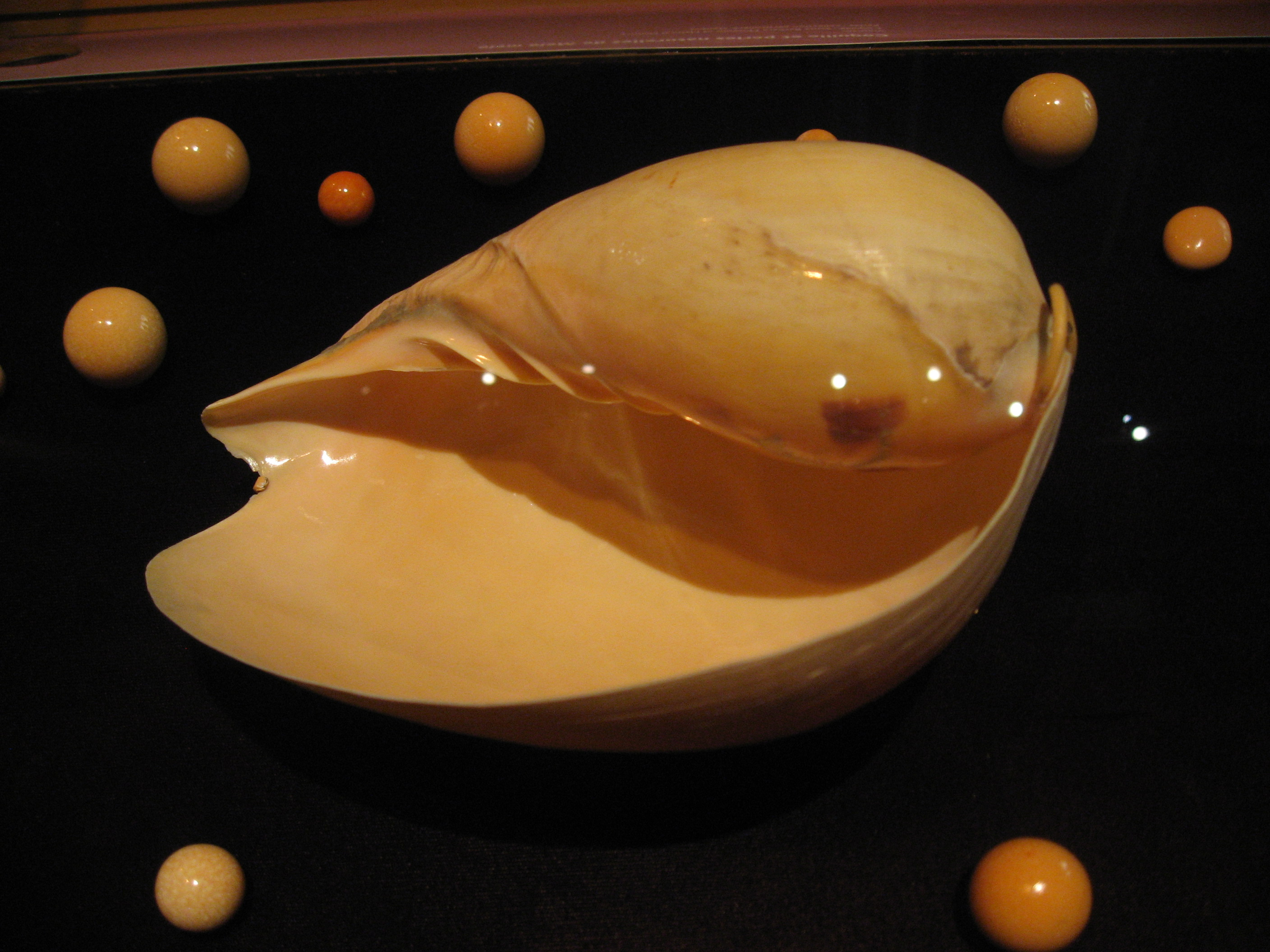
Cochilie de Melo melo cu perle

Perle naturale sălbatice sunt considerate și unele pietre calcaroase care cresc în interiorul unor gastropode. Au formă de perle dar nu conțin sidef (nesidefate):
- Conch: de formă ovală, culoarea roz, produse în interiorul cochiliei melcului Queen Conch (Strombus gigas), familia Strombidae
- Melo melo : este produsă de gastropodul Melo melo (Volutidae), întâlnit în Marea Chinei de Sud, între Singapore și Marea Adaman; au nuanțe închise de maro și bronz, cele mai rare fiind portocaliu.
- Abalone: sunt produse de melcul marin Haliotis din familia Haliotidae, având formă de corn drept, dată de forma corpului acestui melc; sunt foarte rare, fiind considerate ca perlele cele mai frumoase din lume; sunt întâlnite în apele din apropiere de California, Noua Zeelandă și Australia
- Scallop : perlele „Scallop” sunt produse de o scoică din familia pectinidae, denumită și „Mano de Leon” („laba leului”); sunt extrem de rar găsite, în apele de coastă ale Oceanului Pacific, în Golful Baja, California, iar culoarea este de un maro specific.

Cea mai mare perlă naturală din lume cunoscută până în prezent, are un diametru de 238 mm și greutatea de 6,4 kg. Este o perlă nesidefată, fiind calcaroasă și produsă natural de către scoica Tridacna Gigas, familia Tridacninae. A fost descoperită accidental de un scufundător căutător de perle în apele insulei Palawan din Filipine. Denumită inițial “Perla lui Allah”, iar ulterior “Perla lui Lao Tzu”, datorită unei legende inventată de primul proprietar al acestei perle, Wilburn Cobb. În anul 1982 a fost estimată 36 milioane €, iar în 2006 la 61,850,000 $. 
În 1579, Filip al II-lea, regele Spaniei, a cumpărat o perlă de dimensiunea unui ou de porumbel și cântărea 111 carate. Aceasta este cunoscută sub numele de Peregrina și a fost pescuită în Golful Panama. 

### Formare
Perlele naturale iau naștere atunci când între cochilie și manta pătrunde un corp străin (un parazit micro-organic sau un fir de nisip). Acesta irită mantaua care începe să secrete sidef prin celulele epiteliale, pentru a se proteja de o posibilă iritație. Molusca depune în jurul acelui corp mii și mii de straturi concentrice de sidef, care este perla. Acest proces poate dura între 10 și 20 de ani. În timpul procesului de formare al perlelor, lumina pătrunde în straturile foarte subțiri de sidef, producând fenomenul de irizație al perlei. Substanțele care compun o perlă sunt aragonitul 85-90% (cristale de carbonat de calciu), conchiolina 4-6%, un compus organic care formează scheletul perlei și apă 2-4%.
Fiecare moluscă, secretă o culoare proprie de sidef. De aici rezultă unicitatea și marea diversitate de culori și irizări ale perlelor, fiind extrem de greu de găsit seturi de perle cu aceeași nuanță. Sideful este format la rândul său din milioane de plăcuțe microscopice de aragonit, în forme hexagonale și poligonale. Sideful mai conține biopolimeri elastici (lustrin și chitin) și proteine mătăsoase. Acest complex de substanțe organice dau aspectul irizant al sidefului și atingerea unei durități foarte mici, perlele fiind considerate pietre relativ moi.
Presupunerea că un fir de nisip ajuns în scoică ar determina formarea perlei, începe să fie respinsă tot mai mult de oamenii de știință. Jochen Schlüter, șeful muzeului mineralogic din Hamburg presupune că răspunzător de formarea perlei ar fi celule epiteliale rănite al scoicii, care suferă de boală parazitară, scoica căutând neutralizarea parazitului prin învelire cu sidef.
În 2011, un grup de cercetători japonezi au identificat 29.682 de gene ale scoicii de mărgăritar.

## Caracteristici fizico-chimice
- Formulă chimică: (CaCO3+conchiolină+H2O)
- Greutate: se măsoară în grains (grăunți), carate, momme sau kan (în Japonia) și gramul:

1 carat = 4 grains = 200 mg = 0,2 g

1 grain = 0,25 carat = 50 mg = 0,05 g

1 momme = 18,75 carats = 3750 mg = 3,75 g

1 kan = 18.750 carate = 3.750 mg = 3.750,00 g
- Mărime: 3 … 18 mm
- Duritate (scara de duritate Mohs): 2,5 … 3,5
- Culoare:  variază foarte mult și este în funcție de specia de moluscă, precum și de condițiile mediului în care a trăit scoica (temperatura apei, curenți, hrană); culoarea poate varia de la alb, galben, roz, bleu sau verde până la argintiu, brun, gri închis și negru[3]
- Formă: depinde de forma corpului străin:
  - perfect rotunde sau aproape rotunde: sunt extrem de rare, se formează atunci când corpul din moluscă nu se lipește de cochilie; cu cât perla este mai rotundă, cu atât valoarea acesteia este mai mare
  - baroc: se obțin atunci când nucleul se lipește de chochilie, iar perla se dezvoltă într-o formă neregulată
  - rotund aplatizate (butoni), sunt folosite în general pentru realizarea cerceilor
  - picătură:  sunt uniforme, simetrice
  - bob de orez: au aspect ridat
  - fantezie (bicolore): apar atunci când mai multe perle se lipesc întâmplător una de alta.
- Strălucire: este dată de strălucirea unei pete de lumină care se reflectă pe suprafața perlei; cu cât acest contur este mai mare cu atât strălucirea e mai bună
- Luciu: este dat de calitatea și culoarea sidefului și indică gradul de reflexie și de strălucire al suprafeței unei perle; o perlă de bună calitate trebuie să reflecte astfel încât să se distingă obiectul reflectat.

Perlele, odată cu trecerea anilor, își pierd strălucirea, din cauza descompunerii conchiolinei. Durata poate fi prelungită dacă sunt păstrate într-un mediu uscat sau în contact prelungit cu pielea.

## Perle de cultură
Perlele de cultură sunt considerate tot perle naturale (perle naturale de cultură) create prin același proces ca și perlele sălbatice, dar producția lor este indusă de către producători. Marea majoritate a perlelor disponibile astăzi sunt de cultură. Creșterea perlelor de cultură (perlicultura) se poate face în apă sărată și apă dulce, perlele de cultură cele mai scumpe fiind cele de apă sărată.

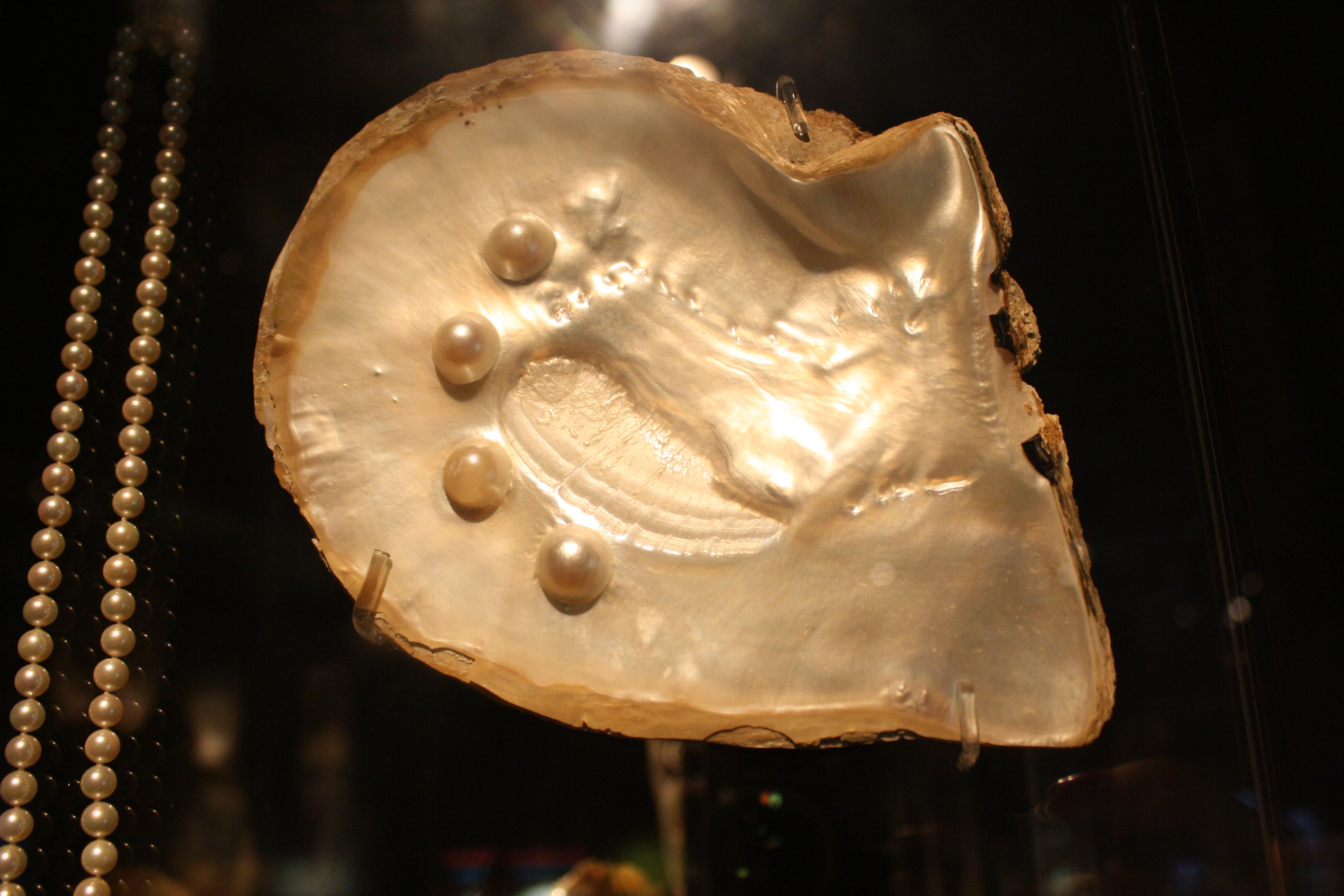
Perle de cultură din scoica Pinctada maxima

Perlele naturale de cultură în apă sărată se obțin prin introducerea unui fragment de țesut (manta) și unul de scoică în jurul căreia scoica va depune straturile de sidef, rezultatul fiind o perlă mai aproape de forma sferică. Sunt cultivate în special 6 specii de scoici marine din genul Pinctada și Pteria exploatate în mod obișnuit, care trăiesc Marea Mediterană, Marea Roșie, în regiunile calde ale Oceanului Indian, Pacific și Atlantic. O scoică marină perliferă produce, în general, o singură perlă.
Perlele naturale de cultură în apă dulce sunt cultivate în lacuri și râuri din speciile Hyriopsis cumingii în Asia, Amblema și Margaritifera margaritifera în America de Nord și Europa de Nord. În scoică este introdus numai un fragment de țesut, obținându-se perle de formă neregulată. La aceste specii, o singură scoică poate produce mai multe perle odată, uneori chiar peste 20, fiind recoltate după 2 … 6 ani. Cultivarea perlelor de apă dulce este atestată încă din secolul al XIII-lea, China fiind în prezent liderul mondial al producției.

### Tipuri principale de perle naturale de cultură
În prezent există cinci tipuri principale de perle naturale de cultură:
Perle Akoya – Sunt cele mai comune de pe piața de bijuterii internațională. Sunt perle de origine asiatică de apă sărată. În general, provin din China, Japonia sau Vietnam.
Perle din Marea Sudului – Aceste perle de apă sărată provin din Australia, Indonezia și Filipine.
Perle Tahiti – Sunt perle de apă sărată, cultivate în general în insulele Polineziei Franceze (Tahiti fiind principala sursă). În această categorie se găsesc perlele negre. 
Perle de apă dulce – Aceste perle sunt cultivate în general în lacuri și iazuri speciale. Cei mai mari producători de perle de apă dulce sunt China și Statele Unite. 
Perlele Edison – Aceste perle moderne sunt de apă dulce, mari ca dimensiuni, provenind din acvaculturile din China. 

## Culorile perlelor
Perlele naturale de cultură pot prezenta o varietate mare de culori și nuanțe.
Perlele de cultură negre. Acestea sunt de sute de ori mai rare decât perlele albe. Singurele perle naturale de cultură negre sunt cele de tip Tahiti, care provin din Polinezia Franceză, precum și perlele din Marea lui Cortez (Golful California), cu proveniență stabilită în Guyamas, Mexic.  
Cele mai cunoscute nuanțe. Perlele negre sunt disponibile într-o mare varietate de nuanțe, printre care cele mai cunoscute sunt Păun (nuanțe de verde, auriu și roz), Verde, Verde-Albăstrui, Trandafiriu, Argint, Cupru și Aquamarin.
Perlele de cultură aurii. Aceste perle provin din lagunele tropicale și atolii insulelor Filipine și Australia. Perlele aurii sunt printre cele mai mari și mai rare perle din lume. 
Cele mai cunoscute nuanțe. Perlele aurii sunt și ele disponibile într-o mare varietate de nuanțe. Cea mai comună este Auriu (Galben) Neutru, Trandafiriu, Verde-Bronz și Șampanie. 
Perlele de cultură roz. Aceste perle sunt de apă dulce și provin din culturile de perle din China. 
Cele mai cunoscute nuanțe. Perlele roz dezvăluie nuanțe precum Piersica, Aquamarin, Verde, Auriu și Trandafiriu. 
Perlele de cultură lila. Aceste perle naturale de apă dulce se cultivă în lacurile și iazurile specializate din China. Ca și perlele roz, și acestea sunt de tipul Hyriopsis cumingii. Sunt perle de dimensiuni mari, ajungând la un diametru de 12 mm. 
Cele mai cunoscute nuanțe. Perlele lila oferă o strălucire în tonuri și nuanțe de Levănțică, Trandafiriu, Alb, Aquamarin, Verde, și chiar Auriu. 
Perlele de cultură albastre. Aceste perle sunt probabil cele mai rare, pentru că existența lor se presupune a se datora unor mutații genetice care apar cu o frecvență foarte redusă. Nuanțele de albastru, variind de la bleu deschis la bleumarin, sunt specifice numai perlelor de tip Akoya sau celor ce provin din zona Tahiti sau Marea lui Cortez. Cu toate acestea, perlele de cultură albastre se obțin în acvaculturile din Japonia și Vietnam. 
Cele mai cunoscute nuanțe. Perlele albastre variază în nuanță și ton. Pe piață se pot găsi nuanțe precum Verde, Verde-Albăstrui, Turcoaz, Cerulean, Violet și multe altele.  

## Perle artificiale
Perlele artificiale sau sintetice sunt cele mai ieftine și ușor de identificat. Perlele artificiale sunt toate de exact aceeași mărime, ceea ce este imposibil în cazul perlelor naturale sau perlelor naturale de cultură. Cele care sunt confecționate din plastic și acoperite cu un strat subțire și lucios se pot identifica după imperfecțiunile de acoperire din jurul găurii perlei. Perlele din sticlă sunt fabricate din sticlă în totalitate mecanic. Acestea au un aspect complet diferit, ca formă și luciu. Cele mai renumite sunt perlele Swarovski.

### Perle  Swarovski
Sunt  cunoscute de asemenea sub numele de perle din cristal Swarovski și sunt o imitație de perle care sunt create cu ajutorul unui cristal Swarovski în centru. Perlele Swarovski sunt create în aproape 30 de culori și nuanțe, iar straturile de acoperire care au un aspect metalic  includ alamă antică, aur luminos, bronz, aur  și cupru.

## Gradarea perlelor
Prin gradarea perlelor se face identificarea unor categorii de calitate pentru perle, bazate pe practica unor laboratoare internaționale specializate cum sunt Gemological Institute of America (GIA), European Gemological Laboratory (EGL), Schweizerische Stiftung für Edelstein-Forschung (SSEF), American Gem Trade Association (AGTA), Laboratoire Français de Gemmologie (LFG), Gemmological Institute of India (GII).
- Sistemul AAA – A : 
  - AAA (triplu A), calitatea cea mai ridicată, peste 95% din întreaga lor suprafață nu are imperfecțiuni , perlele au lustrul cel mai deosebit; sunt perlele cele mai scumpe
  - AA (dublu A), categoria de perle cu un lustru foarte bun și cu 75%-95% din suprafața fără imperfecțiuni; este categoria comercială, în care rata calitate/preț are nivelul optim
  - A, categoria în care intră perlele cu calitatea acceptabilă cea mai mică, neincluse în circuitul comercial.
- Sistemul tahitian, folosește primele patru litere din alfabet, de la A  la D:
  - A: perle de calitate maximă cu lustrul cel mai bun, cu mici imperfecțiuni, maxim 10% din suprafața lor
  - B: perle cu un lustru bun și mediu, suprafața cu imperfecțiuni, nu mai mult de 30%
  - C: perle cu nivelul mediu al lustrului și cu imperfecțiuni ale suprafeței de 60%
  - D: sunt perlele cu un lustru foarte redus și fără irizări, având multe imperfecțiuni.

Sistemul tahitian nefiind unul ușor de apreciat, este folosit în special în țările producătoare de către producători și comercianți, dar  în circuitul comercial mondial sunt evaluate și gradate conform sistemului AAA – A.

## Identificare gemologică

Diagramă ce arată diferența dintre o perlă naturală și una de cultură

Perlele naturale se pot distinge de imitații prin examinare în laboratoare gemologice specializate, folosind un microscop cu raze X. De asemenea, perlele false sunt de obicei fie prea grele (interiorul este din sticlă), fie prea ușoare (interiorul este din plastic).
Un microscop cu raze X poate examina inele de creștere ale perlei, în cazul în care straturile de carbonat de calciu sunt separate de straturi subțiri de conchiolin. O perlă naturală prezintă o serie de inele de creștere concentrice, în timp ce perla de cultură arată un centru solid cu un strat de sidef variabil.

## Testarea perlelor
Testarea perlelor naturale se face prin mai multe teste tradiționale care pot fi probe suficiente pentru a avea certitudini minime dacă sunt sau nu perle naturale.
- Testul perfecțiunii: perlele naturale nu au suprafețe perfecte, rotunde și identice, pe când cele nenaturale sunt identice sau de exact aceeași mărime
- Testul temperaturii: la atingere de piele, (zona gâtului, încheietura cotului), perlele naturale vor fi simțite ca fiind reci, în comparație cu cele artificiale, care sunt calde
- Testul dinților: prin ușoara frecare de suprafața unui dinte, o perlă naturală se va simți ușor aspră la mișcare, pe când o perlă din plastic va fi foarte satinată și fină
- Testul aspectului: perla naturală fiind formată din straturi succesive de sidef, lumina trece prin fiecare în parte reflectându-se dintr-unul în altul, rezultând un lustru inimitabil, pe când imitațiile de perle prezintă o reflexie sidefată gen oglindă
- Testul culorii: perlele naturale au nuanțe diferite, chiar dacă toate sunt albe, la cele artificiale nu există nici o diferență de nuanță.

## Bijuterii din perle

### Șiraguri

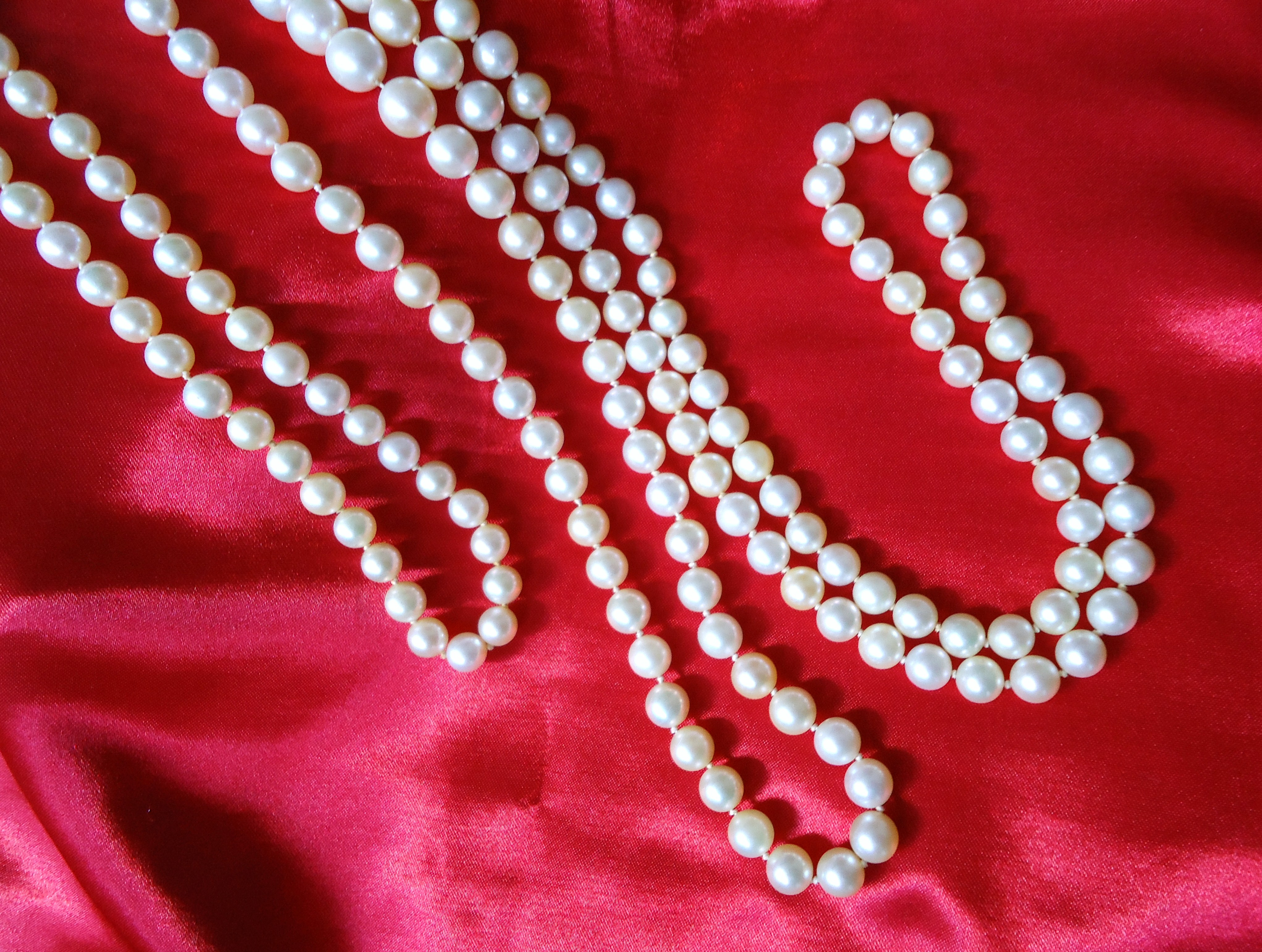
Șirag de perle Akoya

- Bavetă: constă în înfășurarea în jurul gâtului a 2-3 sau mai multor șiraguri de diverse lungimi sau de diverse diametre ale perlelor
- Guler: format din unul sau mai multe șiraguri de perle cu o lungime nu mai mare de 30 … 33 cm, purtate  în jurul gâtului, cât mai fix; este un șirag ce a fost lansat în perioada victoriană
- Cravată: este asemănător șiragului guler, dar ușor mai lung, în jur de 33 … 40 cm, coborând jos la baza gâtului
- Prințesă: este șiragul clasic de perle, lungimea fiind de 40 … 51 cm.
- Matineu: cu o lungime de 51 … 66 cm, ajunge până în zona pieptului
- Opera: lungimea se încadrează între 66 și 91 cm; poate fi purtat în jurul gâtului, sau înfășurat o dată scurt în jurul gâtului și restul atârnând sub bust
- Funie: este cel mai lung șirag de perle, având o lungime de peste 91 cm
- Brățară (de mână sau de picior): unele șiraguri pot fi înfășurate la încheietura mâinii, gen brățară multiplă, sau în mod similar la încheietura piciorului
- Nuntă: conform tradiției, mirele, în afară de inelul de logodnă și setul de verighete alese, să-i mai ofere miresei, în preziua nunții, un set de bijuterii din aur cu perle naturale de cultură, format din șirag de perle, brățară, inel și cercei cu perle; șiragul de perle, trebuie să fie format din perle albe, roz, aurii, sau gri și de maxim 5 … 7 mm diametru; lungimea șiragului poate varia în funcție de stilul rochiei de mireasă.

## Utilizări terapeutice
Perlele naturale sunt căutate și pentru diversele lor efecte terapeutice. Prin măcinare, se obține „pudra de perle”, bogată în calciu natural de calitate foarte ridicată, utilizată în industria farmaceutică în compoziția diverselor creme pentru îngrijirea pielii.
În medicina tradițională chineză se consideră că pudra de perle, o sursă naturală de minerale marine, bogată în oligoelemente, hrănește pielea și încetinește procesul de îmbătrânire, prin îmbunătățirea metabolismului și menținerea nivelului de hidratare. Există o gamă variată de produse cosmetice care conțin pulbere de perle: șampoane, măști, creme, sare de baie.
În unele culturi asiatice, pudra de perle se consumă și ca afrodiziac sub forma unui preparat amestecat cu oțet sau zeamă de lămâie. Acest obicei este preluat de la arabi și se extinde  în secolul al XIX-lea și în Europa.